# Hedychium spicatum
Hedychium spicatum là một loài thực vật có hoa trong họ Gừng. Loài này được Sm. mô tả khoa học đầu tiên năm 1811.